# Angola en los Juegos Olímpicos de Sídney 2000
Angola estuvo representada en los Juegos Olímpicos de Sídney 2000 por un total de 30 deportistas, 15 hombres y 15  mujeres, que compitieron en 5 deportes.
La portadora de la bandera en la ceremonia de apertura fue la nadadora Nádia Cruz. El equipo olímpico angoleño no obtuvo ninguna medalla en estos Juegos.